# 豪氏銜鰕虎魚
豪氏銜鰕虎魚（学名：Istigobius hoesei），为輻鰭魚綱鱸形目鰕虎亞目鰕虎科銜鰕虎魚屬下的一个种，為亞熱帶海水魚，棲息在西南太平洋澳洲新南威爾斯海域，體長可達6公分，棲息在礁石附近砂泥底質水域，生活習性不明，可做為觀賞魚。

## 扩展阅读
- 維基物種上的相關：豪氏銜鰕虎魚